# Roland Joffé

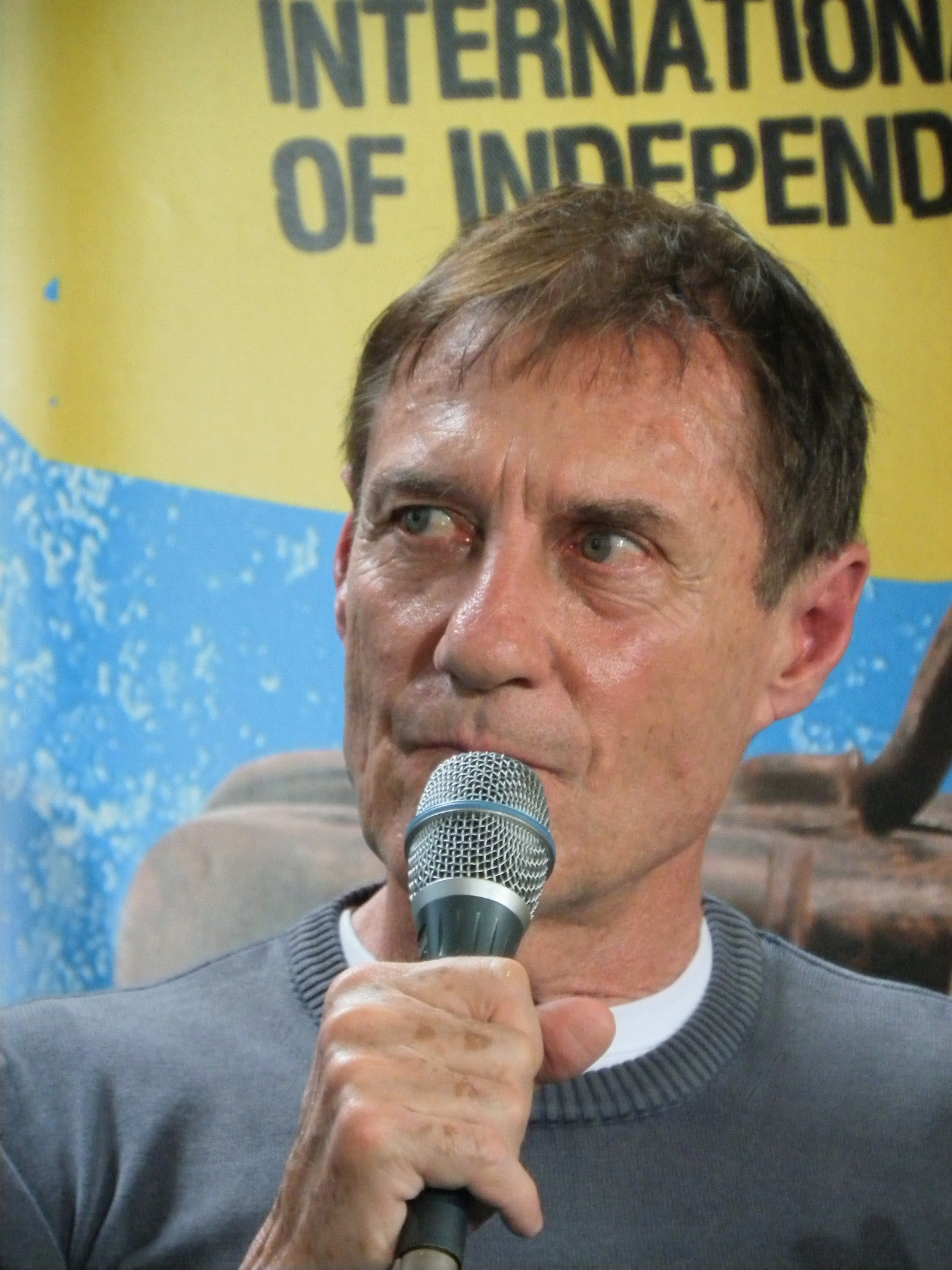
Roland Joffé (2012)

Roland Joffé (* 17. November 1945 in London, England) ist ein britischer Regisseur und Filmproduzent.

## Leben
Joffés Großvater ist der bekannte Bildhauer und Zeichner Jacob Epstein. Joffé studierte Englisch und Dramaturgie in Manchester. Nach Abschluss des Studiums gründete er mit anderen theaterbegeisterten Kommilitonen das „Young Vic Theatre“. Danach ging er zu Laurence Olivier ans „Britain’s National Theatre“, wo er das Tour-Ensemble „The Mobile“ gründete. Am Old Vic Theatre inszenierte er die klassische Tragödie The Bacchae nach Euripides.
In dieser Zeit begann Joffé, auch fürs Fernsehen zu arbeiten. Zunächst war er für lokale Nachrichten-Sendungen tätig und führte schließlich Regie in sechs Episoden der Erfolgs-Serie Coronation Street und inszenierte die 13 Episoden der Serie The Stars Look Down nach dem Bestseller von Archibald Joseph Cronin. Seine TV-Filme The Spongers (1978) und United Kingdom (1981) wurden mit Fernsehpreisen ausgezeichnet.
Seine erste Arbeit als Filmregisseur war das Kriegsdrama The Killing Fields – Schreiendes Land von 1984. Der Film wurde mit Preisen überhäuft, darunter drei Oscars. Joffé erhielt eine Oscar-Nominierung für die beste Regie. Für den Historienfilm The Mission von 1986 mit Robert De Niro und Jeremy Irons gab es in Cannes die Goldene Palme und in Hollywood für Joffé die zweite Oscar-Nominierung für die beste Regie. In Die Schattenmacher mit Paul Newman von 1989 thematisierte er die Entwicklung der Atombombe. Sein vierter Film war Stadt der Freude mit Patrick Swayze, den er produzierte und bei dem er gleichzeitig die Regie führte.
1995 folgte der Film Der scharlachrote Buchstabe, eine Verfilmung des gleichnamigen Romans von Nathaniel Hawthorne, mit Robert Duvall in der Hauptrolle.
Joffé ist Teilhaber an den Produktionsfirmen „Lightmotive“, die 1993 den Flop Super Mario Bros. finanzierte, und „Nomad Productions“. Im Jahr 2000 drehte er das Historienepos Vatel über den französischen Koch François Vatel mit Gérard Depardieu in der Titelrolle sowie Uma Thurman und Tim Roth in Nebenrollen.
Sein Thriller Captivity erregte 2007 Aufmerksamkeit durch seine aggressive Marketingkampagne, wurde aber ein finanzieller Misserfolg und kam auch bei der Kritik nicht an.
Aus einer Beziehung mit der Schauspielerin Cherie Lunghi stammt die Tochter Nathalie Lunghi, welche ebenfalls als Schauspielerin arbeitet. Als Gründungsmitglied des „Cambodia Trust“ engagiert er sich für die Entwicklung des Gesundheits- und Erziehungswesens in Kambodscha. Zudem gehört er der Vereinigung Survival International an, die sich um den Schutz der indigenen Bevölkerung in zahlreichen Ländern bemüht.
Joffé arbeitete an einem Film über Josemaría Escrivá, den Gründer des Opus Dei, der im Frühjahr 2011 unter dem Titel There Be Dragons (Es gibt Drachen) in die Kinos kam. Weitere Produktionen für Film und Fernsehen folgten.

## Filmografie (Auswahl)

### Regie
- 1984: The Killing Fields – Schreiendes Land (The Killing Fields)
- 1986: Mission (The Mission)
- 1989: Die Schattenmacher (Fat Man and Little Boy)
- 1992: Stadt der Freude (City of Joy)
- 1995: Der scharlachrote Buchstabe (The Scarlet Letter)
- 1998: Goodbye Lover
- 2000: Vatel
- 2007: Captivity
- 2008: You and I
- 2011: Glaube, Blut und Vaterland (There Be Dragons)
- 2015: The Lovers
- 2017: Sun Records (Fernsehserie, 8 Folgen)

### Produktion
- 1993: Super Mario Bros.

## Auszeichnungen
Academy Awards:
- 1985: Bester Regisseur (The Killing Fields, Nominiert)
- 1987: Bester Regisseur (The Mission, Nominiert)

BAFTA Awards:
- 1985: Bester Regisseur (The Killing Fields, Nominiert)
- 1987: Bester Regisseur (The Mission, Nominiert)
- 1987: Bester Film (The Mission, Nominiert)

Internationale Filmfestspiele von Berlin:
- 1990: Goldener Bär (Fat Man and Little Boy, Nominiert)

Internationale Filmfestspiele von Cannes:
- 1986: Goldene Palme (The Mission, Gewonnen)
- 1986: Technical Grand Prize (The Mission, Gewonnen)

Golden Globes:
- 1985: Bester Regisseur (The Killing Fields, Nominiert)
- 1987: Bester Regisseur (The Mission, Nominiert)

Goldene Himbeere:
- 1996: Schlechtester Film (The Scarlet Letter, Nominiert)
- 1996: Schlechtestes Prequel, Remake, Rip-off oder Sequel (The Scarlet Letter, Gewonnen)
- 1996: Schlechtester Regisseur(The Scarlet Letter, Nominiert)
- 2008: Schlechtester Regisseur (Captivity, Nominiert)

Prix Italia:
- 1978: The Spongers[1]